# Santa Lucrécia de Algeriz
Santa Lucrécia de Algeriz era una freguesia portuguesa del municipio de Braga, distrito de Braga.

## Historia
Freguesia eminentemente rural, situada en la zona noroccidental del municipio de Braga, fue suprimida el 28 de enero de 2013, en aplicación de una resolución de la Asamblea de la República portuguesa promulgada el 16 de enero de 2013 al unirse con la freguesia de Navarra, formando la nueva freguesia de Santa Lucrécia de Algeriz e Navarra.

## Patrimonio
En su patrimonio destacan la iglesia parroquial y la denominada "Casa da Quinta da Igreja", imponente casa solariega de la familia Castro, construida en estilo barroco a principios del siglo XVIII.